# Centrale nucléaire de Brunswick
La centrale nucléaire de Brunswick est une centrale située dans le comté de Brunswick qui lui a donné son nom. Elle occupe un terrain de 4,9 km2 situé à côté de la ville de Southport en Caroline du Nord, à proximité de marécages et de bois.

## Description
La centrale est équipée de deux réacteurs à eau bouillante (REB) du constructeur General Electric qui sont refroidis par de l'eau captée dans le fleuve Cape Fear et rejetée dans l'océan atlantique.
- Brunswick 1 : 847 MWe, mise en service 1976, autorisation 2016.
- Brunswick 2 : 811 MWe, mise en service 1974, autorisation 2014.

## Exploitant
Le propriétaire majoritaire (87 % des parts) est Progress Energy qui est aussi l'exploitant. C'est le distributeur North Carolina Eastern Municipal Power Agency qui détient le reste des parts (18,3 %).

L'exploitant rappelle qu'il a réalisé une augmentation de production de 244 MWe (pour les deux tranches) en 2002 après avoir fait les améliorations nécessaires sur de nombreux équipements.